# Золоте руно (фільм)
«Золоте руно» — радянський художній фільм 1981 року, знятий режисерами Мухтаром Ага-Мірзаєвим і Латифом Файзієвим на кіностудії «Узбекфільм».

## Сюжет
У митниці Ташкентського аеропорту затримано іноземного туриста, який намагається провезти в країну золоті монети старовинного карбування, призначені для якогось дядька Міши. Внаслідок ретельного розслідування капітану КДБ вдається викрити групу міжнародних валютників та контрабандистів золота.

## У ролях
- Шавкат Газієв — Фархад Джумаєв, капітан КДБ
- Ділором Еґамбердиєва — Зухра, перекладачка, яка працює у КДБ
- Закір Мухамеджанов — Бурханов, дід Зухри (дублював Михайло Глузський)
- Аріадна Шенгелая — Зайнаб, лікар
- Арчіл Гоміашвілі — Яків, заступник директора м'ясокомбінату, коханий чоловік Зайнаб
- Ролан Биков — дядько Міша, швець
- Баходир Юлдашев — Куркмас, експедитор
- Тимофій Співак — Зіннер, іноземний турист
- Шарафат Шакірова — мати Зухри
- Анатолій Соловйов — Соболєв, полковник КДБ
- Максуд Мансуров — співробітник КДБ
- Рано Кубаєва — дочка дядька Міши
- Обіджан Юнусов — батько Зухри
- Мар'ям Якубова — сваха, тітка Куркмаса
- Максуд Атабаєв — роль другого плану
- Віталій Коміссаров — старший лейтенант КДБ
- Бехзод Хамраєв — син Зайнаб
- С. Усманов — роль другого плану
- А. Муратова — Тамар-опа, домробітниця у дядька Міши
- Раджаб Адашев — льотчик Уткур, наречений дочки дядька Міши
- Сабіна Назармухамедова — старша дочка дядька Міши
- Улдіс Ваздікс — іноземний турист в аеропорту
- Учкун Рахманов — Усман
- Фатіма Реджаметова — молодша сестра Зухри

## Знімальна група
- Режисери — Мухтар Ага-Мірзаєв, Латиф Файзієв
- Сценаристи — Дмитро Булгаков, Фархад Файзієв
- Оператор — Тимур Каюмов
- Композитор — Енмарк Саліхов
- Художники — Бахтійор Назаров, Кахрамон Нурітдінов